# Chrysler TV-8
Der Chrysler TV-8 war ein experimenteller US-amerikanischer Panzer der 1950er Jahre, der nie in Produktion ging.
Die Entwürfe des Unternehmens Chrysler sahen mehrere mögliche Antriebsformen für den Kampfpanzer vor. Darunter ein konventioneller Chrysler V8-Motor, der über einen angeschlossenen Generator zwei Elektromotoren an den Ketten antreiben sollte, ein integriertes thermisches Kraftwerk mit Kohlenwasserstoff-Betrieb und letztlich ein Nuklearantrieb. Die Reichweite des Panzers hätte mit Kernenergieantrieb rund 4000 Meilen (~6400 km) betragen. Lediglich ein Prototyp mit konventionellem Antrieb wurde gebaut.
Der Chrysler TV-8 wies einen tropfenförmigen Turm auf, der den kompletten Kampfraum und den Motor oder Reaktor beherbergen sollte. In der Wanne fanden nur die Elektromotoren zum direkten Antrieb der Ketten Platz. Turm und Wanne sollten zur besseren Transportabilität in Luftfahrzeugen separierbar sein. Die Verdrängung des TV-8 hätte dem Panzer das Schwimmen in Gewässern ermöglicht. Der Antrieb im Wasser wurde über Wasserstrahlantriebe im hinteren Teil des Turms realisiert.
Die United States Army lehnte den Entwurf 1956 ab.